# Gif-sur-Yvette
Gif-sur-Yvette /ʒifsyʀiˈvet/ è un comune francese di 21 324 abitanti situato nel dipartimento dell'Essonne nella regione dell'Île-de-France. Fa parte della Valle di Chevreuse.

## Società

### Evoluzione demografica
Abitanti censiti

## Istituti di studi superiori
- CentraleSupélec
- École supérieure d'électricité